# 우프리스치케

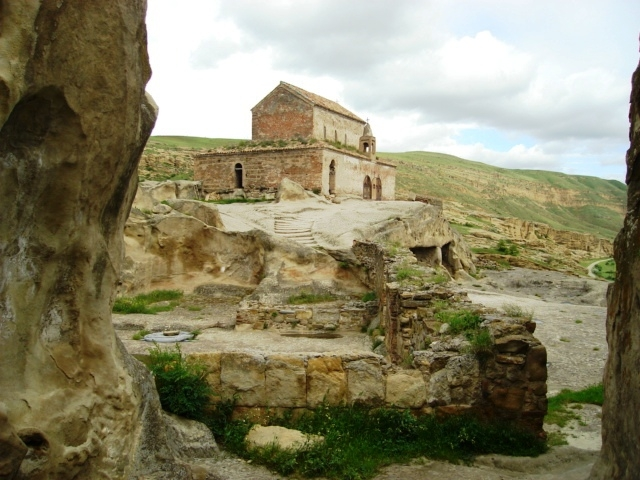
9~10세기의 3-회랑 바실리카가 있는 우프리스치케

우프리스치케(조지아어: უფლისციხე, "주의 요새"의 축어.)는 동부 조지아에 있으며, 시다 카르틀리의 고리시에서 10km 거리에 있는 암석 도시이다.
므트크바리강의 좌측 제방에 바위를 잘라 건설된 그 고지대 도시는 초기 철기 시대에서 후기 중세 시대에 이르기까지의 다양한 구조들을 포함하고 있으며 아나톨리아와 이란에서 건너온 다양한 암석 절단 기술들이 적용되었을 뿐만 아니라, 이교와 기독교 건축 양식이 공존하는 독특한 조합이 주목할만 한다.

## 역사

우프리스치케 도시 설계도

우프리스치케는 고고학자들이 조지아에서 가장 오래된 도시형 정착지 가운데 한 지역이었다고 한다. 전략적으로 고대 카르틀리 (또는 고전 고대 작가들에 의해 이베리아라고도 알려진) 왕국의 중심부에 위치한 그 도시는 나라의 주요한 정치적 종교적 중심지로 떠올랐다. 그 도시의 연륜과 중요한 지위는 조지아의 중세 시대 문헌에서 그 도시의 창건자가 신화속의 므츠츠케토스의 아들이며 카르틀로스의 손자인 우플로스로 묘사되게 했다.
4세기에 카르틀리의 기독교화와 더불어, 우프리스치케는 새로운 기독교 문화의 중심지인 므츠헤타와, 나중에는 트빌리시에게 그 입지가 넘어가며 중요했던 지위는 쇠퇴했다. 그러나, 8~9세기에 무슬림의 트빌리시 정복 기간 동안에 우프리스치케는 조지아의 중요한 아성으로 재출현했다. 14세기에 몽골의 침입으로 그 도시의 궁극적인 빛은 상실하게 되었다. 그 전쟁의 결과로 도시는 사실상 유기되었고, 어쩌다 외국이 침입 하면 임시 피난처로 사용될 뿐이었다.

## 건축

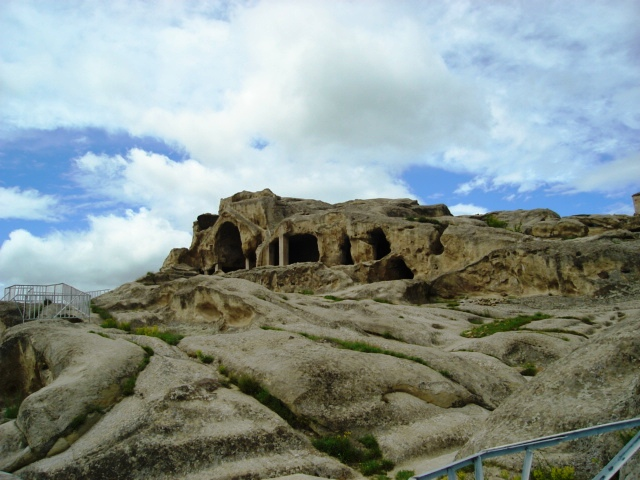
우프리스치케의 중앙부에 있는 동굴 단지

우프리스치케 단지는 잠정적으로 거의 8헥타아르에 이르는 세 부분인 남부(하부), 중부(중앙), (북부)상부로 분할 될 수 있다. 중앙 부분은 가장 큰 부피의 암석-절단 구조로 제작되었으며, 남쪽 지역과 세폭 절단 암석 통로와 터널로 연결되어 있다. 좁은 골목길들과 드문드문 보이는 계단들은 중앙 "도로"에서 다른 구조로 변형되며 퍼진다.
몇몇 큰 구조물들에는 통나무 모양을 본떠 바위에 새겨 넣은 장식과 정간이 있는 터널식-둥근 천장이 있는데도 불구하고, 대다수의 동굴에는 아무런 장식도 되어있지 않다. 그 몇 곳의 큰 구조물들의 후면과 측면에는 니치가 있기도 하는데, 아무래도 의식을 위한 용도로 사용되었을 것이다. 그 단지의 정상에는 기독교 바실리카가 있는데, 그 성당은 12세기에 석재와 벽돌로 건축되었으며, 거기서 고고학적 발굴로 금, 은, 동의 보석과 도예품들과 조각품들의 견본들을 포함하는 무수히 많은 다른 시대들의 가공품들이 발견되었다. 그 가공품들 중 상당수는 트빌리시 국립 박물관에 안전하게 보관되어 있다.
가장 취약한 지역의 여러 부분들은 1920년에 고리 지진으로 완전히 파괴되었다. 2000년에 제한 보호 프로그램을 착수한 (세계 은행과 조지아 정부가 합동한) 조지아의 문화 유산 기금은 그 기념지의 하층부 기반 불안으로 그 지역의 안정성은 보장하기 힘들다고 경고했다. 우프리스치케 동굴 단지는 2007년부터 유네스코 세계 문화 유산 목록에 잠정적으로 포함되었다.

## 참고 문헌
1. ↑  Khimshiashvili (1999), Online version 보관됨 2004-08-18 - 웨이백 머신.
2. ↑  Georgia – ICOMOS World Report on Monuments and Sites in Danger 2001. Accessed on November 23, 2007.

## 참조
- Khimshiashvili, Kakha (1999). The Architecture of. Uphlistsikhe, Georgia. Transactions of the Ancient Monuments Society 43, pp. 77-100.